# Paul Lhérie
Pour les articles homonymes, voir Paul Lévy et Lévy.
Paul Lhérie, né Paul Lévy à Paris le 8 octobre 1844 et mort dans cette ville le 17 octobre 1937, est un ténor, puis baryton français, également professeur de chant.
Il est connu pour avoir créé le rôle de Don José dans Carmen de Georges Bizet.

## Biographie

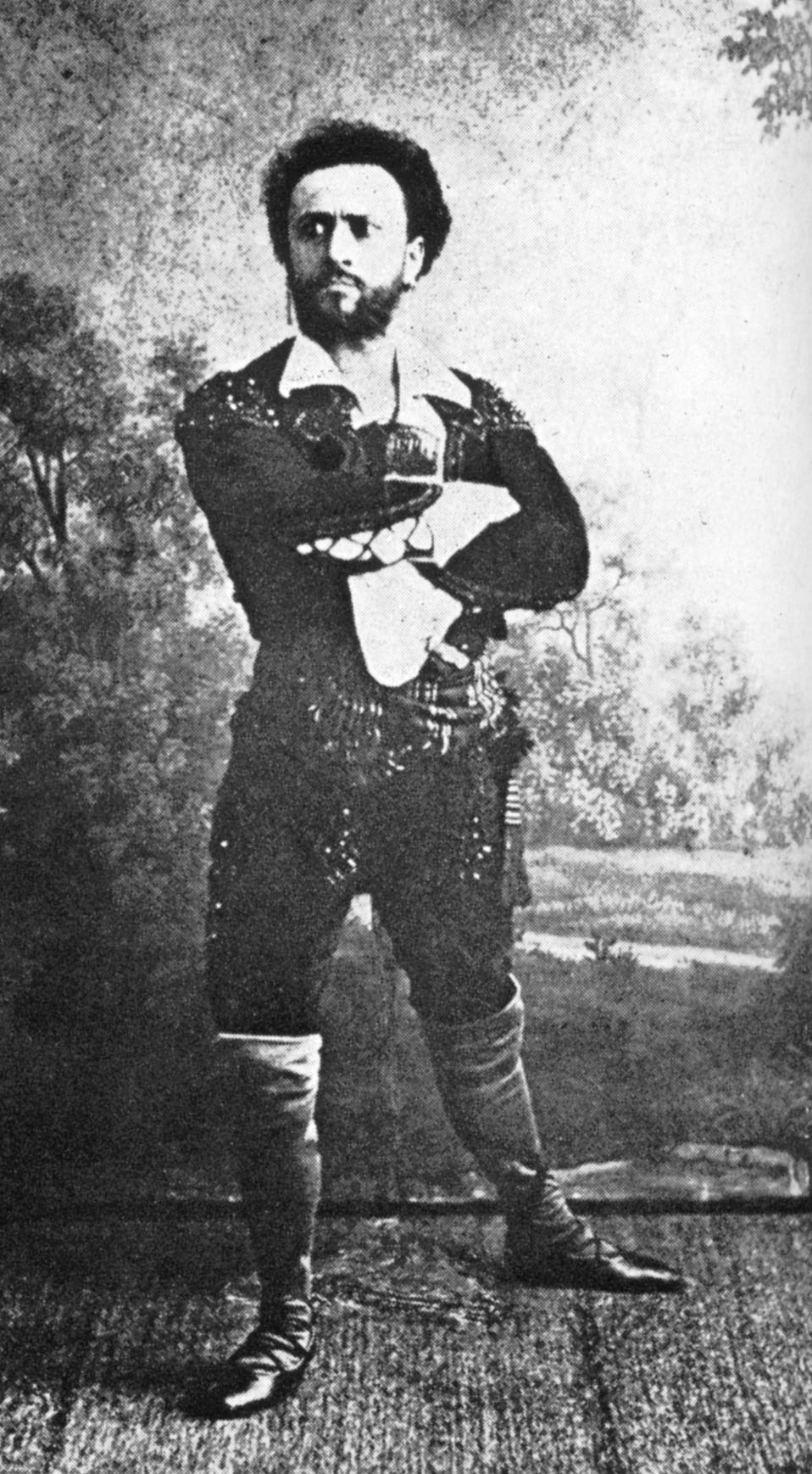
Paul Lhérie dans le rôle de Don José dans Carmen de Georges Bizet (vers 1875).